# Gerbrandt Grobler
Gerbrandt Grobler (ur. 26 stycznia 1983) – południowoafrykański lekkoatleta specjalizujący się w rzucie oszczepem.
W 2004 oraz 2006 zdobywał srebrne medale mistrzostw Afryki. Rekord życiowy: 80,32 (14 października 2003, Potchefstroom).

## Progresja wyników
| Rok  | Wynik | Data            | Miejsce       |
| ---- | ----- | --------------- | ------------- |
| 2002 | 72,63 | 26 kwietnia     | Bellville     |
| 2003 | 80,32 | 24 października | Potchefstroom |
| 2004 | 79,99 | 24 kwietnia     | Kapsztad      |
| 2005 | 74,74 | 4 lutego        | Potchefstroom |
| 2006 | 79,77 | 25 czerwca      | Saarijärvi    |
| 2007 | 80,27 | 1 czerwca       | Dessau-Roßlau |
| 2008 | 77,04 | 30 maja         | Dessau-Roßlau |
| 2009 | 80,01 | 28 czerwca      | Pihtipudas    |
| 2011 | 76,18 | 3 lipca         | Pihtipudas    |